# Zi Faámelu
 (février 2011).
Si vous disposez d'ouvrages ou d'articles de référence ou si vous connaissez des sites web de qualité traitant du thème abordé ici, merci de compléter l'article en donnant les références utiles à sa vérifiabilité et en les liant à la section « Notes et références ».
 (décembre 2020).
Zi Faámelu, autrefois connue sous le nom de Boris Aprel (en russe : Борис Апрель ; en ukrainien : Борис Апрєль), puis Ziandja, née le 12 décembre 1990 à Tchornomorske en Crimée, est une chanteuse et auteure-compositrice ukrainienne.
Elle a participé aux projets de télévision ukrainiens Fabrika Zirok 2 et Fabrika.Superfinal. Elle a une tessiture vocale de 4 octaves.

## Biographie

### Enfance et formation
Zi Faámelu est originaire de Kiev.
Elle déclare que dès l'école primaire elle se sentait différente des autres garçons.

### Carrière

#### Fabrika Zirok 2
En septembre 2008 elle participe à l’émission Fabrika Zirok 2.
À la fin de l’émission, elle reçoit le prix spécial des plus grandes sympathies des lecteurs de la revue "Telesem". 
Elle chante pendant le projet avec des chanteurs ukrainiens, russes et occidentaux, tels que Serge Lama, Evgenia Vlasova, Ruslana, Valeriya, le groupe BiS, le groupe Morandi, etc. Finalement Boris Aprel arrive en finale de Fabrika Zirok 2 et obtient la troisième place dans le vote des spectateurs.

#### Après le projet
Après la fin de la Fabrika Zirok 2, Zi Faámelu participe à la tournée ukrainienne des candidats. Elle obtient par la suite de nombreux prix comme "artiste extraordinaire ukrainien de l'année" ainsi que le "microphone de cristal" à la nomination "Énigme de l'année"[réf. nécessaire].
Plus tard, elle devient présentatrice dans le talk-show de la jeunesse de "Nashchadki" (Les Héritiers).

#### Fabrika.Superfinal
En avril 2010 elle participe à «Fabrika.Superfinal», avec d’ancien candidats de Fabrika Zirok. 
Au total Zi Faámelu a pris part à six primes du projet et a chanté 6 chansons.
Le 11 avril 2010, après les résultats des votes, elle a quitte le projet. Le lendemain elle prend part à l'action de bienfaisance en transmettant les objets et les jouets à une des assistances publiques.
Les producteurs lui donnent l'opportunité de réintégrer le projet, mais elle est trop fatiguée. Le 23 mai, lors du concert final de "Fabrika.Superfinal" elle apparait pour la première fois devant le public. Au concert final, elle chante sa nouvelle chanson "Inkognito", qu'elle a écrite au cours de son absence. Après sa performance, Zi Faámelu s'est exprimé assez rudement à l'adresse du présentateur Andreï Domanski.
En 2012, une exposition de photos a été présentée au Musée d’histoire de Kiev. Une partie des photos ont été vendues au bénéfice de la restauration d’un bâtiments historiques de Kiev - The Chocolate House.

### Guerre en Ukraine
Lors de l'invasion de l'Ukraine par la Russie, Zi Faámelu décide de fuir le pays en raison du bombardement de la capitale et de la crainte des persécutions homophobes et transphobes et parvient à s'installer en Allemagne . L'interdiction pour les personnes identifiées comme hommes de sortir du pays à cause de la mobilisation générale et le mégenrage sur ses papiers d'identité (rebutée en 2016 par la difficulté de modifier son genre à l'état civil) l'ont contrainte à quitter illégalement le territoire ukrainien au péril de sa vie.

## Vie privée

### Transition
Zi Faámelu a emménagé à Los Angeles. En 2014, à l'occasion de son 24e anniversaire, elle a fait son coming out transgenre sur Instagram.

## Discographie

### Album
- 2010 : Inkognito

### Single
- 2008 : Zvezdni Voin
- 2008 : Kosmos Priem
- 2009 : Mne Tak Nusna Tvoya Lyubov'
- 2010 : Mi Bieli